# Galen Stucky
Galen D. Stucky est un chimiste américain des matériaux inorganiques qui est professeur émérite et titulaire de la chaire Essam Khashoggi en chimie des matériaux à l'Université de Californie à Santa Barbara. Il est connu pour son travail avec des matériaux poreux mésoporeux ordonnés tels que SBA-15. Il remporte le prix Prince des Asturies en 2014, dans le domaine de la recherche scientifique et technologique. Stucky est élu membre de l'Association américaine pour l'avancement des sciences en 1994, membre de l'Académie américaine des arts et des sciences en 2005 et membre de la National Academy of Sciences en 2013,.

## Jeunesse et éducation
Stucky est né le 17 décembre 1936 à McPherson, Kansas,. Il obtient un baccalauréat ès sciences au McPherson College en 1957 et poursuit des études supérieures à l'Université d'État de l'Iowa, où il travaille sous la direction de Robert E. Rundle sur la synthèse et la caractérisation du réactif de Grignard au bromure de phénylmagnésium solvaté dans l'Éther diéthylique, et un produit d'oxydation formé à partir de son exposition à l'oxygène. Stucky obtient son doctorat en chimie physique en 1962. De 1962 à 1963, il est associé postdoctoral au Département de physique du Massachusetts Institute of Technology sous la direction de Clifford Shull.

## Carrière
Stucky commence sa carrière universitaire indépendante en 1964 en tant que professeur adjoint à l'Université de l'Illinois à Urbana-Champaign (UIUC), et est promu professeur titulaire en 1972 . En 1980, il quitte l'UIUC pour travailler au Sandia National Laboratory à Albuquerque, au Nouveau-Mexique, où il dirige le Solid State Materials Group,. De 1981 à 1985, il travaille au Laboratoire Central de Recherche et Développement de EI du Pont de Nemours & Co. à Wilmington, Delaware, où il est chef de groupe et de recherche,.
En 1985, Stucky rejoint la faculté de l'Université de Californie à Santa Barbara. Il est professeur E. Khashoggi Industries, LLC en lettres et sciences, professeur au Département de chimie et de biochimie (Collège des lettres et des sciences), professeur au Département des matériaux (Collège d'ingénierie) et membre du programme interdépartemental en Biochimie et biologie moléculaire.
Stucky est classé en 2007 parmi les cinq scientifiques des matériaux les plus cités au monde, selon la publication in-cites de Thomson Scientific (plus de 80 publications avec plus de 60 citations). Selon une autre publication de Thomson fin 2006, son travail impliquant SBA est l'article le plus cité dans le Journal of the American Chemical Society. En 2007, son indice Hirsch s'est classé parmi les 40 meilleurs parmi les chimistes vivants et il est classé parmi les 30 scientifiques les plus cités en chimie par in-cites fin 2007.
Il est également coprésident du conseil consultatif scientifique de l'Institut de bioingénierie et de nanotechnologie (IBN), A*STAR, Singapour  qui est dirigé par Jackie Y. Ying (directeur exécutif de l'IBN  et professeur adjoint de génie chimique au MIT ).